# Johan Arckenholtz

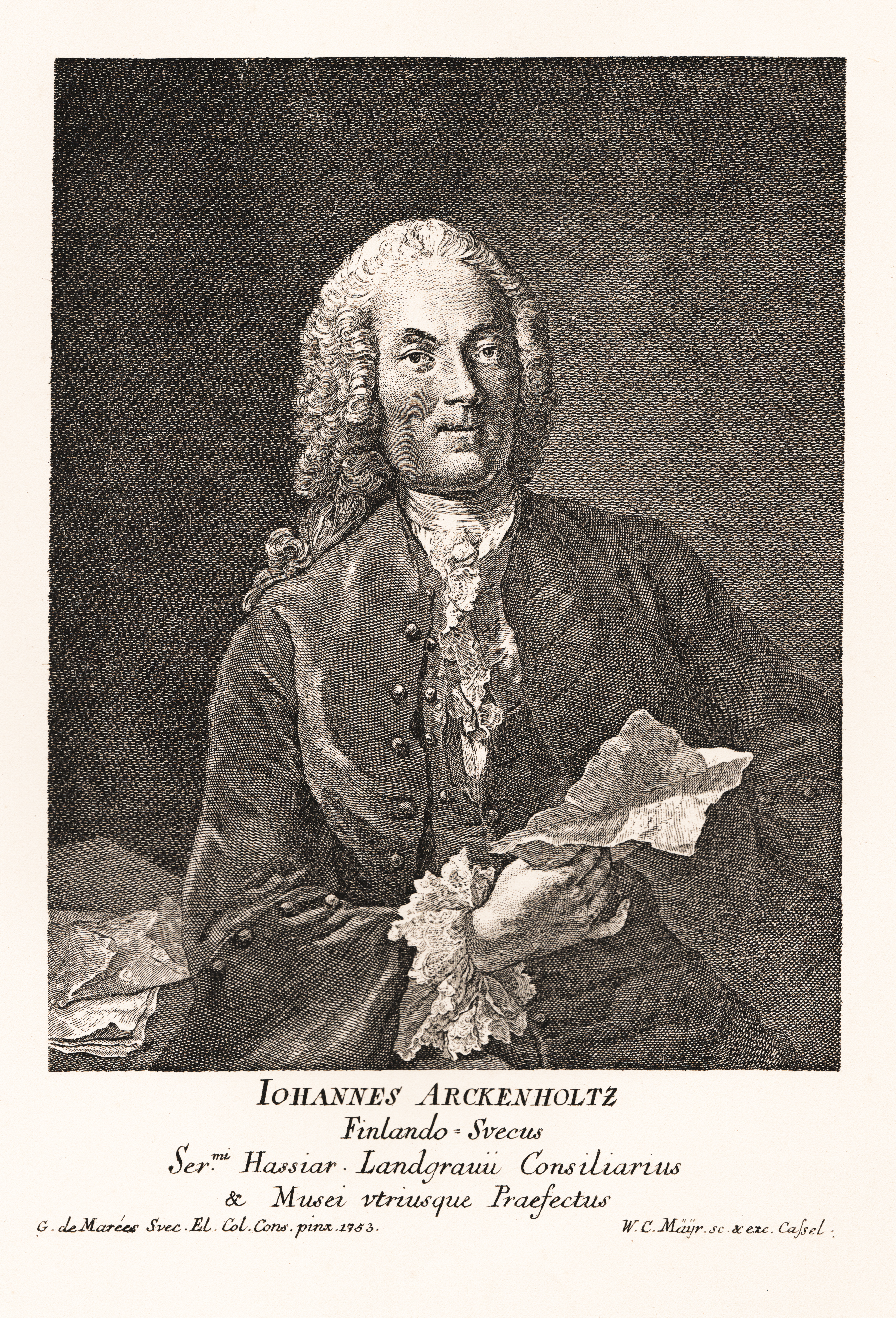
Johan Arckenholtz. Kupferstich.

Johan Arckenholtz (* 9. Februar 1695 in Helsinki; † 12. Juli 1777 in Stockholm) war ein finnischer Bibliothekar, politischer Pamphletist und Historiker, der in Schweden wirkte. Er ist bekannt als Autor einer Geschichte über Christina von Schweden.

## Leben
Johan Arckenholtz wurde in Helsinki als Sohn eines Syndikus der Stadt geboren. Sein Urgroßvater väterlicherseits war Pelzmacher und im Dreißigjährigen Krieg aus Deutschland eingewandert. Seine Mutter war die schwedischstämmige Helena Forssenius.
Arckenholtz begann an der Universität von Turku (der schwedischsprachigen Universität in Finnland) Jura und Geschichte zu studieren, ging aber 1713 auf der Flucht vor den russischen Truppen, die im Großen Nordischen Krieg das damals zu Schweden gehörende Land besetzten, nach Schweden, wo er in Uppsala sein Studium fortsetzte. Er war dort besonders von den Lehren von Samuel Pufendorf beeinflusst. Auslandsaufenthalte führten ihn an die Universitäten in Marburg (wo er Christian Wolff hörte), Utrecht, Straßburg und ein Jahr nach Paris. Ab 1718 war er Mitglied in der königlichen Hofkanzlei in Stockholm (die auch als Außenministerium fungierte), wo er 1735 Registrar wurde. Die Jahre von 1720 bis 1732 verbrachte er allerdings überwiegend im Ausland auf Reisen, wobei er, wie damals üblich, junge schwedische Adlige als Hauslehrer auf ihrer Grand Tour durch Europa begleitete und nebenbei Geschichtsstudien betrieb. 1731 besuchte er England und schrieb darüber in Briefen an den befreundeten französischen Abbé Bouqueron.
Schweden hatte damals als einziges Land in Europa neben England eine parlamentarische Demokratie, wobei sich besonders die Partei der Hüte (Hattarne), die für eine Verbindung mit Frankreich und eine Revanchepolitik gegen Russland stand, und die Mützenpartei (Mössarna) gegenüberstanden, wobei Letztere sich gegen einen erneuten Krieg mit Russland und für eine engere Verbindung an England einsetzte. Arckenholtz war Anhänger der Regierung unter Arvid Horn, der von der Mützenpartei unterstützt wurde. In einer Denkschrift über die Außenpolitik Schwedens, die nur für seine politischen Freunde bestimmt war, machte er sich über den französischen Außenminister Fleury lustig und griff diesen scharf an. Die Schrift kamen den Führern der Hutpartei zur Kenntnis, die einen Anlass sahen, Horn in Schwierigkeiten zu bringen und die Schrift Fleury zur Kenntnis brachten, der über selbige verärgert war.
Nach dem Machtantritt der Hutpartei führte das 1738 zur Entlassung von Arckenholtz. Arckenholtz wurde nun ein entschiedener politischer Gegner der Hutpartei und arbeitete während des Reichstags 1740/41 für die Mützenpartei, für die er im Manufakturkontor des Handelsministeriums war. Im Rahmen einer politischen Intrige der Hutpartei wurde er im Februar 1741 mit mehreren anderen inhaftiert und auf unbestimmte Zeit zu Haft in der Festung Bohus verurteilt. Nach dem Wechsel der Regierungspartei beim nächsten Reichstag kam er im März 1743 frei und ging ins Ausland.
1746 wurde er hessischer Bibliothekar und Hofrat für König Friedrich I. in Kassel, was er auch nach dessen Tod 1751 bei dessen Bruder, dem Landgrafen Wilhelm VIII. (Hessen-Kassel) blieb. Bekannt wurde er in dieser Zeit für seine Geschichte über die Königin Christine von Schweden, die 1751 bis 1760 in vier Bänden erschien (Memoires concernant Christine, Reine de Suède) und umfangreiches Quellenmaterial enthielt, das er unter anderem in Rom, dem letzten Wohnsitz der ehemaligen Königin, und im Vatikan einsehen konnte. Aufgrund der abgedruckten Quellen ist das Werk auch heute noch für Historiker wertvoll. Damals führte es zu einer literarischen Fehde mit dem Dänen Ludvig Holberg, als dieser Christine von Schweden herabsetzte.
Nach dem Machtverlust der Hutpartei kehrte er 1766 nach Schweden zurück und erhielt vom schwedischen König Adolf Friedrich den Auftrag, eine Geschichte Friedrichs I. zu schreiben, die er aber nicht zum Abschluss brachte. Arckenholtz verfasste neben seiner Biographie Christinas von Schweden noch einige kleinere Werke, so 1734 und 1739 gegen die Handelspolitik der Hutpartei, insbesondere gegen die von dieser der neu gegründeten schwedischen Ostindienkompanie erteilten Privilegien. Seine umfangreiche Materialsammlung für eine Geschichte Gustav Adolfs wurde später von dem Historiker Jakob Mauvillon verwertet. Er hinterließ seine wertvolle Buch- und Manuskriptsammlung 1768 der Universität Turku und stiftete Stipendien für Mitglieder der schwedischen Minderheit in Finnland.

## Schriften
- Historische Merkwürdigkeiten der Königin Christina von Schweden. 4 Bände. Amsterdam/Leipzig 1751–1760. (Mit umfangreichen Quellen auch von Schriften der Königin selbst, deutsche Übersetzung, ursprünglich französisch Mémoires pour servir à l’histoire de Christine de Suède, es gab auch eine Teilübersetzung ins Englische und eine gekürzte schwedische Fassung herausgegeben von K. K. Gjörwell 1761 bis 1764 in zwei Bänden)
  - Teilweise abgedruckt in Christina von Schweden Gesammelte Werke – Autobiographie, Aphorismen, historische Schriften. Autorenverlag Maeger, Hamburg 1995.